# Comuna Brodșciîna, Kobeleakî
Brodșciîna (în ucraineană Бродщина) este o comună în raionul Kobeleakî, regiunea Poltava, Ucraina, formată din satele Brodșciîna (reședința), Levanevske, Mîkolaiivka, Pavlivka și Samarșciîna.

## Demografie
Componența lingvistică a comunei Brodșciîna
     Ucraineană (97,77%)
     Rusă (1,69%)
     Alte limbi (0,54%)
Conform recensământului din 2001, majoritatea populației comunei Brodșciîna era vorbitoare de ucraineană (97,77%), existând în minoritate și vorbitori de rusă (1,69%).